# Historische und Antiquarische Gesellschaft zu Basel
Die Historische und Antiquarische Gesellschaft zu Basel ist eine historische Gesellschaft in Basel in der Schweiz, die am 1. Januar 1875 aus der Fusion der beiden Vereine Historische Gesellschaft (gegründet am 30. September 1836) und Antiquarische Gesellschaft (gegründet am 31. März 1842, auch Gesellschaft für vaterländische Altertümer genannt) hervorgegangen ist.
Der Verein gibt die Basler Zeitschrift für Geschichte und Altertumskunde heraus. Er ediert auch andere historische Publikationen – wie die Basler Chroniken und das Urkundenbuch der Stadt Basel – und veranstaltet eine Vortragsreihe. Aktuelle Vorsteherin ist Ilse Rollé Ditzler (2020).